# Maria (esposa de Constantí V)
Maria, en grec antic Μαρία, (morta el 751), va ser una emperadriu romana d'Orient, la segona esposa de l'emperador romà d'Orient Constantí V Coprònim.
Constantí V va accedir al tron l'any 741. Amb la seva primera esposa, Tzitzak, va tenir un únic fill, Lleó IV el Khàzar, nascut el 25 de gener del 750. Segons Lynda Garland, Tzitzak hauria mort de part. L'any següent, o potser el mateix any, Constantí es va tornar a casar amb Maria.
Segons el Κωνσταντινονπόλεως Ἱστορια σύντομος, Breviarium Historicum, del patriarca Nicèfor I de Constantinoble, Maria va morir prematurament el 751. El mateix any, el 6 de juny, el seu fillastre, Lleó IV el Khàzar va ser coronat emperador. També aquell any, el seu marit Constantí V va recuperar la regió de Malatya.
Maria va morir sense fills. Constantí es va tornar a casar amb una dona anomenada Eudòxia, que li va donar sis fills.